# Tupolev ANT-21
Tupolev ANT-21 là một loại máy bay tiêm kích hạng nặng của Liên Xô, còn được định danh là MI-3 (Mnogomestnyi Istebitel – Tiêm kích nhiều chỗ).

## Tính năng kỹ chiến thuật (ANT-21D)
Dữ liệu lấy từ The Osprey Encyclopedia of Russian Aircraft 1975–1995
Đặc tính tổng quan
- Kíp lái: 3
- Chiều dài: 11,57 m (38 ft 0 in)
- Sải cánh: 20,76 m (68 ft 1 in)
- Diện tích cánh: 59,2 m2 (637 foot vuông)
- Trọng lượng rỗng: 4.058 kg (8.946 lb)
- Trọng lượng có tải: 5.463 kg (12.044 lb)
- Động cơ: 2 × M-34N kiểu động cơ V12 làm mát bằng chất lỏng, 610 kW (820 hp)  mỗi chiếc

Hiệu suất bay
- Vận tốc cực đại: 350 km/h (217 mph; 189 kn) trên độ cao 5.000 m (16.400 ft)
- Trần bay: 8.300 m (27.231 ft)

Vũ khí trang bị

- Súng: 1× pháo 20 mm, 2× súng máy PV-1 7,62mm và 2× súng máy Degtyaryov